# Bataille de Burbia
Reconquista
Batailles
- Covadonga (722)
- Burbia (791)
- Lutos (794)
- Barcelone  (801)
- Clavijo (844)
- San Esteban de Gormaz  (917)
- Simancas (939)
- Barcelone (985)
- Torà (1006)
- Barbastro (1064)
- Sagrajas (1086)
- Alcoraz (1096)
- Bairén (1097)
- Consuegra (1097)
- Uclès (1108)
- Croisade norvégienne (1108-1109)
- Valtierra (1110)
- Congost de Martorell (1114)
- Cutanda (1120)
- Fraga (1134)
- Oreja (1139)
- Ourique (1139)
- Coria  (1142)
- Santarém  (1147)
- Lisbonne  (1147)
- Santarém  (1184)
- Alarcos (1195)
- Al-Damus  (1210)
- Las Navas de Tolosa (1212)
- Majorque  (1229)
- Jerez (1231)
- Puig de Cebolla (1237)
- Séville (1247-1248)
- Salé (1260)
- Révolte mudéjar  (1264-1266)
- Écija (1275)
- Algésiras  (1278-1279)
- Moclín  (1280)
- Gibraltar  (1309)
- Gibraltar  (1315)
- Gibraltar  (1333)
- Tarifa / Río Salado (1340)
- Algésiras  (1342-1344)
- Gibraltar  (1349-1350)
- Gibraltar  (1411)
- Ceuta (1415)
- La Higueruela (1431)
- Campagne de Grenade (1482-1492) : Lucena - Grenade

La bataille de Burbia s'est déroulée près de la rivière Burbia, dans le Bierzo en 791, peut-être sur le territoire actuel de Villafranca del Bierzo. Le commandant des forces chrétiennes était le roi asturien Bermude Ier.

## Contexte
Durant son règne, l'émir Hisham Ier commença une série d'attaques contre les terres rebelles du Nord de l'Espagne. L'émir avait l'intention d'annexer le Royaume des Asturies. Il organisa deux armées : une devait conquérir la zone de la Galice et l'autre la Vasconie.

## Déroulement
Quand Hisham Ier revint avec le butin de ses razzias, les Chrétiens attaquèrent. Les Musulmans, dirigés par l'habile général Yusuf Ibn Bokht, réussirent à contre-attaquer et à battre les forces chrétiennes. Cette déroute obligea à retarder la Reconquista pendant de nombreuses années.

## Conséquences
La déroute de l'armée asturienne provoqua l'abdication du roi en faveur d'Alphonse II, le fils de l'ancien roi des Asturies Fruela Ier, le petit-fils d'Alphonse Ier et l'arrière-petit-fils de Pélage le Conquérant. La première mesure d'Alphonse fut de transporter la capitale à Oveato (Oviedo actuellement), l'antique colonie romaine. Il fut couronné selon le rite des anciens rois wisigoths de Tolède le 14 septembre 791. Bermude est revenu à son ancien style de vie, mourant en 797.